# Alfred Hertel

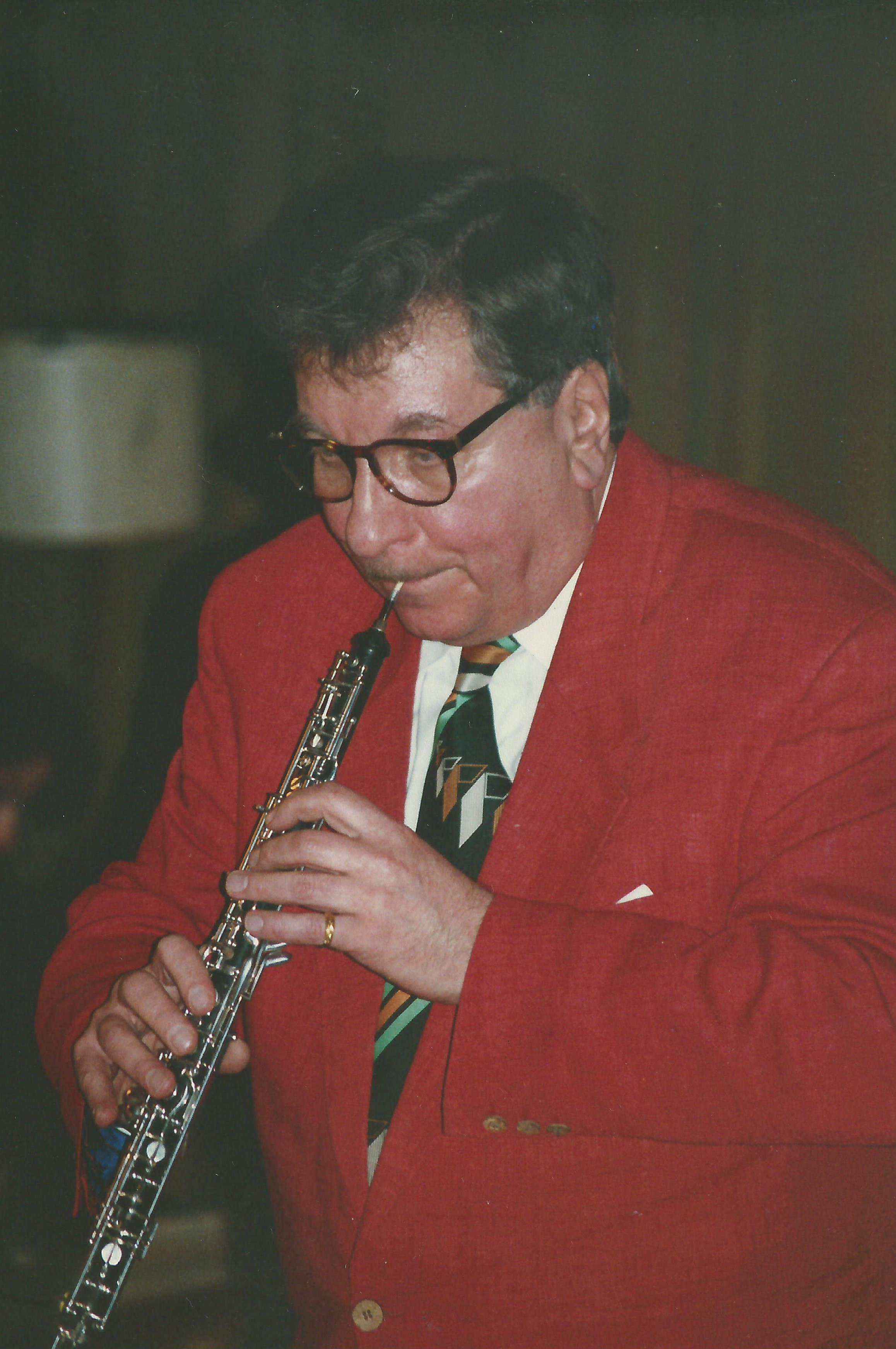
Alfred Hertel

Alfred Hertel (* 29. März 1935 in Wien; † 5. August 2018 in Mödling) war ein österreichischer Oboist.

## Biografie
Hertel war der Sohn des ersten Hornisten des Wiener Rundfunkorchesters (heute: Radio-Symphonieorchester Wien) Otto Hertel und der ältere Bruder des Komponisten Paul Hertel.
Hertel studierte bei Rudolf Spurny am Konservatorium der Stadt Wien sowie bei Hans Kamesch und Hans Hadamowsky an der Akademie für Musik und darstellende Kunst Wien. Er wirkte als Oboist zunächst im Wiener Kammerorchester und im Kurorchester Bad Gastein. In den Jahren von 1952 bis 1956 sowie von 1959 bis zu seiner Pensionierung im Jahr 1998 war er 1. Oboist im Tonkünstler-Orchester Niederösterreich. Zudem substituierte er in verschiedenen namhaften Orchestern wie zum Beispiel im Orchester der Wiener Staatsoper oder im Bruckner Orchester Linz. 1956/57 war er Oboist im Orchester der Wiener Volksoper. Als erster Oboist wirkte er 1957 und 1958 im Orchester der Seefestspiele Mörbisch und von 1957 bis 1973 im Orchester des Wiener Burgtheaters.
Hertel konzertierte als Solist und Kammermusiker in Europa, Fernost, Nord- und Lateinamerika. Er wirkte bei zahlreichen Rundfunk-, Schallplatten- und CD-Aufnahmen sowie TV-Einspielungen mit. Er  war Mitglied in Ensembles unterschiedlichster Genres, zum Beispiel bei Les Menestrels in Wien, Die Reihe, im Niederösterreichischen Bläserquintett, im Convivium Musicum Vindobonense, im Ensemble Concertino Wien, im Clemencic Consort und seit 1982 im Bläserensemble des Niederösterreichischen Tonkünstlerorchesters unter der Leitung von Werner Hackl. 1985 begann seine Tätigkeit bei der Sommerakademie Lilienfeld.
Zu seinem Repertoire zählte die Musik verschiedener Stilrichtungen vom 13. bis zum 20. Jahrhundert als Spezialist für Doppelrohrblattinstrumente der jeweiligen Epoche. Seit den 1950er Jahren förderte er die zeitgenössische Musik und führte Werke von Komponisten wie Thomas Christian David, Karl Etti, Paul Hertel, Norbert Herzog, Kurt Anton Hueber, Bohuslav Martinů, Manfred Regall, Robert Schollum oder Gerhard Stritzl auf. Viele Kompositionen wurden ihm gewidmet.
Hertel lehrte von 1979 bis 1995 am Konservatorium der Stadt Wien und seit 1986 am Wiener Franz Schubert Konservatorium. Im Jahr 1986 wurde ihm der Professoren-Titel verliehen.
Mit seiner Ehefrau Annemarie (* 1940) war Hertel seit 1959 verheiratet. Der Ehe entstammen vier Kinder.
Alfred Hertel starb am 5. August 2018 in Mödling und wurde auf dem Wiener Zentralfriedhof bestattet.

## Ehrungen (Auswahl)
- 1981: Ehrenmitgliedschaft bei der Bachgemeinde Wien
- 1986: Verleihung des Professoren-Titels
- 1998: Kardinalsdekret der Erzdiözese Wien für 50-jährige Tätigkeit als Kirchenmusiker
- 2000: Verleihung des Goldenen Ehrenzeichens des Landes Niederösterreich
- 2001: Verleihung der Goldenen Ehrenmedaille der Marktgemeinde Maria-Enzersdorf
- 2002: Anerkennungsurkunde der Österreichischen Gesellschaft für zeitgenössische Musik
- 2003: Ehrenurkunde des Vereins der Schriftstellerinnen und Künstlerinnen Wien
- 2010: Ehrenmitgliedschaft der Sommerakademie Lilienfeld

## Diskografie (Auswahl)
- Musik für Oboe. Alfred Hertel. Werke von Krommer, Castello, Händel, Hertel. Mit u. a. dem Niederösterreichischem Tonkünstlerorchester; Dirigent Kurt Rapf, Elisabeth Ullmann, Orgel; Stefan Bubenizek, Gitarre (ORF-Landesstudio Niederösterreich; 1987)
- Maximilian Kreuz: Projekt Uraufführungen Wien - Part 1. Diverse Mitwirkende (Ha Ha Soundwave; 1989)

- Paul Hertel: Die Blaue Stunde. Diverse Mitwirkende (Gramola 98711 / EPU 9303)
- Fipps, der Affe. Trio Arabesque. Werner Pelinka/Kinderklang CD (KKM 6013-2)
- Mozart. Mozartisten. Mit dem Bläserensemble des Niederösterreichischen Tonkünstlerorchesters; Alfred Hertel, Englischhorn. (KKM 3108-2)
- Festmusik der Renaissance. Gespielt auf Originalinstrumenten. Mit dem Bläserensemble des Niederösterreichischen Tonkünstlerorchesters, Leitung: Werner Hackl (KKM 3006-2)
- Edition Thomaskirche Vol. 2. Benefizkonzert. Mit Norbert Herzog, Orgel (2001)[5]
- Maximilian Kreuz: Konzertstücke Antagonismen TRIO#79 Entwicklungen I. Diverse Mitwirkende. ORF-Produktion des Landesstudios Niederösterreich (EPU 9302)
- Kreuzklänge. 14 tönende Bilder für Eisen und Holz. Mit u. a. Maria Gstättner, Fagott; Maria Helfgott, Orgel;  Christian Ghera, Sprecher[6]
- Werke aus 4 Jahrhunderten. Ensemble Junge Kunst. Mit u. a. Carolin Ratzinger, Flöte; Karen de Pastel und Daniel Fischer, Orgel (Edition Walcker; 2007)
- Orgel und Oboe. Werke von Bach, Muffat, Kerll, Händel u. a. Mit Wolfgang Kogert, Orgel (Edition Walcker; 2007)
- Jubiläumskonzert anlässlich 50 Jahre Orgelbau Walcker. Diverse Mitwirkende (Edition Walcker; 2007)[7]
- Die schönsten Juwelen für Orgel und Oboe. Jubilarkomponisten. Werke von u. a. Castello, Bruhns, Albrechtsberger, Thürauer, Schulze. Mit Karen De Pastel, Orgel (Edition Walcker 20091005; 2009)[8]
- Musikalischer Gang durchs Kirchenjahr. Evangelische Kirche Tulln/NÖ. Werke von Bach und Frescobaldi. Mit u. a. Gernot Schedlberger,  Orgel; Klara Fiedler, Violine; Christoph Pantillon, Cello (Not on Label; 2012)
- Gerhard Stritzl: TonArt 2.2. Werke für Oboe[9]
- Galerie Sieben. Die sieben bemerkenswertesten Orgeln des Bezirkes Lilienfeld. Mit Karen de Pastel, Orgel; Carolin Ratzinger, Flöte; Florian Pejrimovsky, Gesang  (Junge Kunst JK001)